# Louis de Brézé
Pour les articles homonymes, voir Maison de Brézé et Brézé (homonymie).
Louis de Brézé (1463-1531), fils aîné de Jacques de Brézé et de Charlotte de Valois. Dernier grand sénéchal de Normandie de 1494 à 1499, comte de Maulévrier, vicomte du Bec-Crespin et de Mauny, il possède de nombreuses seigneuries dont celle d'Anet (avec Bréval et Montchauvet) et de Nogent-le-Roi.
En ligne illégitime, il est le petit-fils de Charles VII et d'Agnès Sorel, sa maîtresse.

## Biographie

### Naissance
Louis de Brézé, né vers le début des années 1460, est doté d'un physique ingrat étant de surcroît bossu.
Louis est le fils de Jacques de Brézé, sénéchal de Normandie, et de Charlotte de Valois, la seconde des trois filles que le roi eut avec Agnès Sorel. Son grand-père paternel est Pierre de Brézé, qui avait bâti un château gothique près des fondations du donjon démantelé d'Anet. Louis en hérite à la mort de son père en 1490.

### Mariages
Après un premier mariage avec Catherine de Dreux, devenu veuf, il épouse, le 29 mars 1515, Diane de Poitiers, la future maîtresse du roi de France Henri II. De cette union naissent Françoise de Brézé et Louise de Brézé.
Quoique Louis ait été beaucoup plus âgé que Diane, ils ont été loyaux l'un envers l'autre et leur mariage a été heureux jusqu'à sa mort.

### Influence
Louis a été influent à la cour, nommé sénéchal de Normandie et maître des chasses royales. Son domicile était le siège de la famille, le château d'Anet, qui est situé dans la réserve de la chasse royale de la vallée de l'Eure.
En 1523, Louis découvre un complot contre le roi François Ier, ne sachant pas à ce moment que son beau-père, Jean de Poitiers, seigneur de Saint-Vallier, en fait partie. Jean de Poitiers est condamné à mort de ce fait, mais gracié par le roi car il n'y avait pas participé directement.
Avant sa mort en 1531, Louis encourage le mariage du prince Henri avec la comtesse d'Auvergne, Catherine de Médicis, également cousine de Diane.

### Mort et tombeau

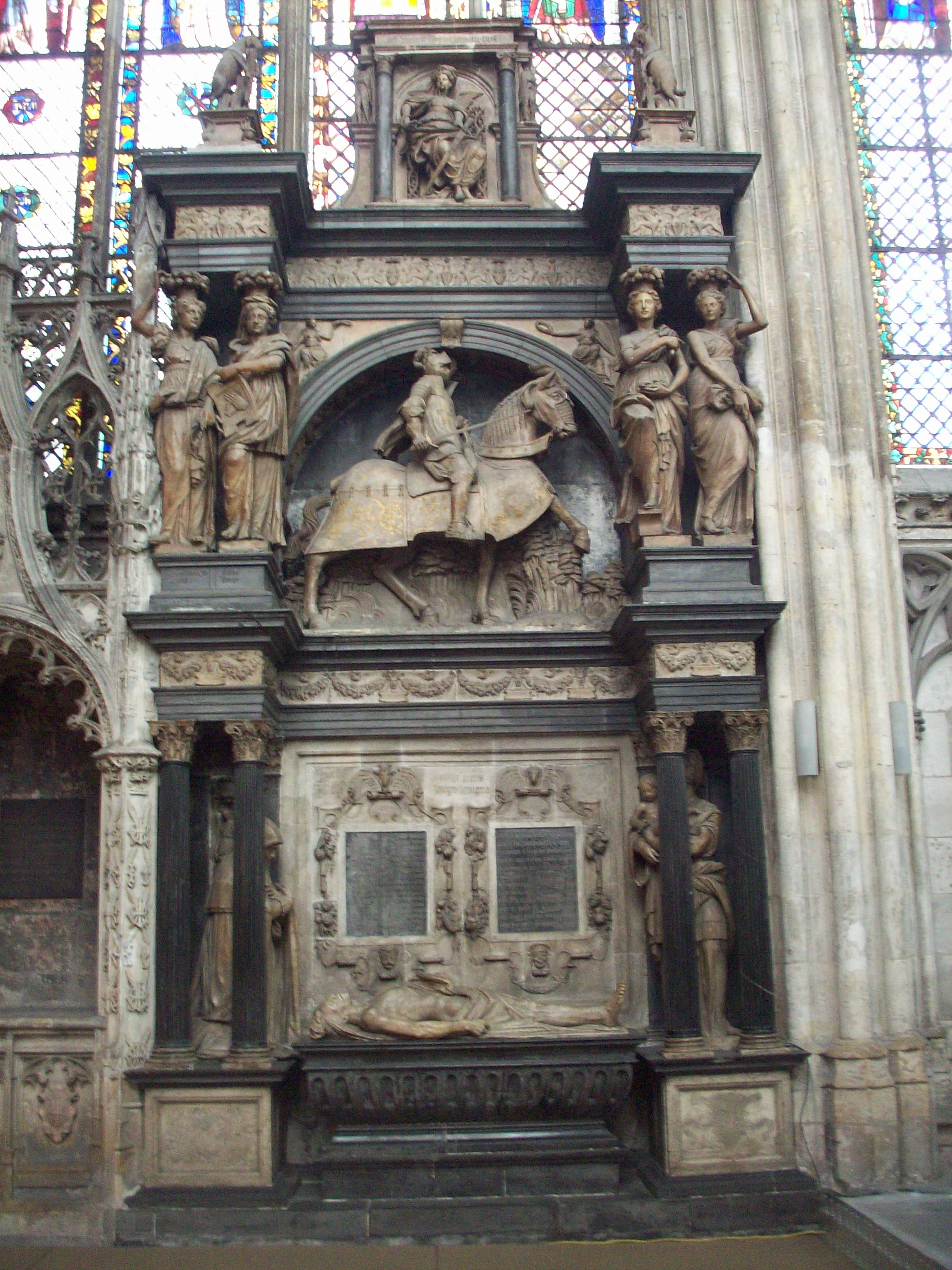
Tombeau, en albâtre et marbre noir, représenté en chevalier et en transi.

Louis meurt en 1531. Diane fait ériger pour lui un monument funéraire dans la cathédrale de Rouen, c'est l'un des premiers projets du sculpteur de la Renaissance française Jean Goujon,. Ce somptueux tombeau, situé dans la chapelle de la Vierge auprès de celui de ses grands-parents Pierre de Brézé et Jeanne du Bec-Crespin, est construit en albâtre et en marbre noir.
Sa veuve  Diane de Poitiers devient la maîtresse du roi Henri II. C'est pour elle que Henri II fait reconstruire le vieux château d'Anet qui devient l'un des premiers châteaux de la Renaissance française. Diane sera honorée du plus grand nombre de titres de la cour.